# 鉄子の旅
『鉄子の旅』（てつこのたび）は、菊池直恵による日本のノンフィクション漫画。2001年から2006年まで小学館の『スピリッツ増刊IKKI』『月刊IKKI』に連載された。全48旅（話）、単行本は全6巻（小学館IKKI COMIX）。
作者をほあしかのこに代えて2009年から2013年まで同誌で連載された『新・鉄子の旅』および2016年から2019年まで霧丘晶により『月刊サンデーGX』で連載された『鉄子の旅3代目』についても併せて記述する。
以下菊池版を旧鉄子、ほあし版を新鉄子、霧丘版を3代目と呼称する。

## 概要
旅の案内人として横見浩彦が同行する鉄道紀行漫画。コンセプトは、鉄道にまったく興味のない作者が鉄道好きのトラベルライターの横見に嫌々日本全国の鉄道に連れ回されるというもの。通常、旅をするメンバーは作者、横見、編集者で、時折ゲストが随行する場合もある。
略称は鉄子（てつこ）で、主要な登場人物たちも使用している。
鉄子の旅
足掛け5年にわたり連載が続いたが、作者・菊池の体力の限界を理由に2006年12月号の第48旅をもって終了した（連載漫画の単行本としては全6巻）。2007年6月よりファミリー劇場にて放送されたアニメの宣伝のため2008年3月号までコラムが掲載、2007年4月号、7月号、8月号に読み切りが掲載された。アニメ終了後もカラー特別版や日本縦断弁当が販売されるなど企画が行われた。連載終了後のコラムと読み切りにその後の企画についての書き下ろしを加えて「プラス」を刊行した。
番外編として、明知鉄道を舞台に矢野直美を旅の案内人として小学館の月刊誌『ラピタ』2005年3月号に掲載、矢野の『おんなひとりの鉄道旅』文庫版西日本編に収録された。
2006年に在阪局の毎日放送（MBS）の夕方ローカルニュース番組『VOICE』の特集コーナー『金曜シリーズイマ解き!』にて、当作品を含めて女性の鉄道ファンを取り上げ、横見もVTR出演した。『鉄道ピクトリアル』2007年1月号に、「鉄子の旅 幕間散歩」と題して本作の裏話ともいうべき記事が掲載されており、対談形式でキクチ、カミムラ、編集長が参加している。
新・鉄子の旅
「レール・ガール・アゲイン」というサブタイトルで、『月刊IKKI』2009年7月号より連載がスタートした。作者が菊池から、連載開始当時19歳で福岡在住のほあしかのこへ引き継がれた。ほあしにとってのデビュー作ともなった。同行するメンバーがは前作に引き続きカミムラ、そして『月刊IKKI』編集長と女優の村井美樹が新たにメンバーとなった。2013年3月号の第34話をもって終了、単行本全5巻。菊池の「鉄子」執筆終了宣言に伴い、IKKI編集長がカミムラに「お目付け役として編集長が同伴する」条件で連載再開を打診。当時、専門学校生で漫画家デビュー前のホアシの持ち込んだ原稿を読んだカミムラが彼女に鉄道旅ルポ漫画を提案し、それにホアシが乗る形で連載が開始された。
ほあしが九州出身の「鉄道漫画家」（他称）ということで、九州のメディア（ラジオ・テレビが中心）で出演などすることもあった。第3巻・第15旅では初めてのメディア取材も兼ねるということで緊張し、アガリ状態であり、横見に「平常心に立ち戻れ！」と指摘された。その後も話すのは苦手ではあったが、少しメディアに慣れてきたらしい。
「3代目」では歴代レギュラー登場回の他、地元・九州取材に同行している。
鉄子の旅3代目
初代の担当編集者だったイシカワが編集長を務める『月刊サンデーGX』2016年6月号において、霧丘晶を作者に連載を開始した。横見以外の同行メンバーはカミムラとイシカワとなり、村井は降板した。
霧丘は東北出身の漫画家ではあるが、東北地方の取材は（新鉄子の九州取材と同じく）それほど多くはない。
「鉄子女子同盟」（村井を除く）相談・報告コーナーは第1巻で打ち切られた。
「新鉄子」（ほあし）では掲載されなかった「カミムラメモ」が、村井の降板で「ソフ鉄」コラム廃止に伴い復活している。ほかにも横見語録が「ほあし語録」の廃止で復活した（のちに横見と鉄道に関係する数字のコーナーに変更されている）。
「新鉄子」の連載が終了して取材旅が出来なくなったのを残念に思った横見を、当時『月刊サンデーGX』編集長であったイシカワが救済する形となり、IKKI編集部員であったカミムラを巻き込んで、「新鉄子」と同じ条件で連載を再開した。カミムラは霧丘を3代目作者にした。

## 企画
2000年頃、当時のIKKI編集長であった江上英樹が書泉グランデで横見の著書『乗った降りたJR四六〇〇駅』を読み、同書を知っていたイシカワと盛り上がり、「横見と組んでコラムやエッセイなど何かをしてみたい」ということになった。その後、江上とイシカワで横見に会った際、その場で横見が「横見と編集と女性漫画家で鉄道を旅するルポマンガというのはどうか」と提案し、それが採用された。第3巻収録の第23旅では、江上が「ずっと鉄道漫画をやりたいと思っていた」という事実も描かれている（キクチに「編集長の趣味だろ」と突っ込まれた）。横見本人は作中において「これってもう完全にギャグマンガじゃない」と語っている。
キクチ降板の理由として、カミムラは「体力の限界」と説明、また横見との不仲が取りざたされているが、実際のところ第4巻・第31旅の「読者ツアー」で彼女自身がさじを投げたのが最大の原因と思われる。その後、特別企画やゲスト同伴、コラム、読み切りで延命措置が執られたものの、銚子電鉄再訪問取材を最後に執筆終了を宣言、ホアシ、続いてキリオカにバトンが託された。
なお、「3代目」終了後に江上、イシカワのコメントで「鉄子」シリーズ連載再開（少なくとも「鉄子の旅・4代目（仮称）」）への展望が発表されたが、2025年1月に横見が亡くなったため実現せずに終わっている。

## 主要登場人物

### 作者
菊池直恵（きくち なおえ）
声 - 富坂晶
旧鉄子作者。「コラム　実録鉄ヲタブランド化計画」を含む全旅に登場。作中では「キクチ」と表記される。「昼食は駅弁にする」ことを条件にこの漫画の執筆を引き受けるが、しばしばすっぽかされている。石川曰く「安上がりな女」。鉄道は「移動手段」としか思っていない普通の非「鉄」だったが、連載開始以来、無意識のうちにじわじわと鉄道知識が刷り込まれ、第31旅ではタブレット閉塞の説明ができるまでになってしまった自分に愕然としている。連載初期は観光やグルメを堪能できないことに対して文句を言い、自分にとって都合の良く、逆に横見にとって都合の悪いことになるとやたらと喜ぶなど、鉄道旅に対し反抗的だった。しかし後期では旅に慣れてしまったためか、むしろ楽しんでいたり、横見が観光を入れようとしたり、鉄道を嫌がるなどの菊池寄りの意見を言うと、不審に思ったり突っ込むようになる。新鉄子ではほあしに鉄子を引き継がせるため第1旅に登場し、見開きのそのシーンのみ菊池が描いている。後の第25旅ではイベントに参加し、扱いづらい横見に対しての対応の仕方をほあし・霧丘から相談されている。その他、セレクション漫画のコラボ企画旅や、三代目・第13・14旅(通算100旅達成スペシャル)などでも再登場している。
ほあしかのこ
新鉄子作者。1999年（平成11年）生まれの福岡県在住で、デビュー当時は専門学校生（九州デザイナー学院在学中）。IKKI編集部に持ち込んだ原稿が神村の目に留まり、この作品でデビューした。以前から鉄子の存在は知っていたが、実際に旅をするようになってその実態に驚愕、混乱することになる。鉄道に関する知識はほぼ皆無で、鉄道用語が登場すると大抵は全く関係ないものを思い浮かべている。デビュー当初は未成年だったが、2回目の旅である新鉄子第3旅の前に20歳になっている。砂絵が得意で、新鉄子単行本の表紙はほあしが実際に作った砂絵となっており、彼女が原案した湊線応援砂絵は、ひたちなか海浜鉄道湊線那珂湊駅に展示されているらしい。菊池、霧丘に比べて石川と同行することはほとんどないが、銚子電鉄応援企画で共演を果たしている他、キクチとのセレクション漫画コラボ企画旅、三代目の歴代メンバー総出演企画や九州取材でも共演している。村井が同伴であるのと、横見のタイプではないといった理由から、菊池や霧丘に比べて擬似デートの実験台になることはない。
神村同様怒ることはあまりないが、江上と横見の同伴者に対する身勝手さに対する怒りが、特に横見に対してはしばしば爆発している。
趣味は相撲見物と宝塚鑑賞、好きなモノはカエル、こけし。そのため、ほあしの漫画にこれらが投影されることが多い。また、福岡出身なので中短編や本篇一部シーンで地元が出てくる。
ほあしと菊池のセレクション漫画に掲載されたコラボ企画旅「ミニ鉄子の旅」では、菊池にいじられている。
霧丘とは菊池、村井と「鉄子女子同盟」として連絡を取り合う仲間ではあるが、3代目・第9旅の応援企画や第13・14旅(通算100旅達成スペシャル)などでゲストとして登場の上で共演をする。歴代メンバーの中では唯一、豊岡真澄と同行（共演）したことがない。
家族は父、母、弟。同級生などがアシスタントを務めている。最新作はコミスン「偏愛こけし図鑑」。
らくがきブログ - 
ツイッター - 
偏愛こけし図鑑 - 
霧丘晶（きりおか あきら）
3代目作者。この作品でデビューした。作中では「キリオカ アキラ」の表記。横見はそれまでの歴代作者は菊池、ほあしと姓で呼んでいたが、彼女のことは下の名前で呼んでいる。さらに横見は彼女に「（歴代作者が取材して執筆した）漫画は大袈裟で、それほどハードではないから大丈夫」と言っているが、彼女自身は鉄子取材をしているうちに「歴代作者の言い分に信ぴょう性がある」と思っている。
菊池ほどではないが、横見に突っ込むポジションを担っている。ただし、菊池は横見を漫画でどう、ある意味ギャグに調理するか考えるが、霧丘は真剣に困惑している。また、ほあしと同じように諦感してある意味、自棄の状態で旅を楽しもうとも思っており、村井を除く「鉄子女子同盟」での連絡で菊池、ほあしに相談、取材報告をしている。数々の苦難を経験する中で、次第に横見と旅をすることの意味を模索するようになり、第17旅で遂に「横見の“こだわり”が出尽くした」と感じて、三代目の降板を決意する。しかし則光編集長の鶴の一声で、後一巻分の連載継続を告げられる。
3代目の取材・執筆を始めるまで駅弁を食すのは苦手だった。乗車前・乗車中に食べると乗り物酔いしやすかったらしいが、「鉄子の旅」シリーズ取材がハードなので、体力をつけるために食べられるようになったが基本的に食が細いらしく、睡眠不足になると朝食を抜くこともある。
ほあしほどではないが宝塚に興味があるらしく、九州取材や鉄子勢ぞろい取材の回では、ほあしと「宝塚」の話で気が合うらしい。

### 旅のメンバー
横見浩彦（よこみ ひろひこ）
声 - 檜山修之
全旅に登場。JR・私鉄9843駅全てを乗下車したほどのテツ（鉄道好き）で、大抵の旅行の立案者（旅の案内人）。レールクイーンやデートコースなど、女性に相当興味がある。旧鉄子時点で40代独身。ほぼ常時ハイテンションで、非「鉄」一般人の理解をはるかに超える価値観に基づく行動や言動で菊池達を毎回驚愕の渦中に叩き込む。物語が進むにつれ行動、言動は菊池の突っ込みとともに過激になっているが、本人にその自覚はほとんど、あるいは全くない。食欲は菊池以上に旺盛で、旅先でよく大食いをしているが、旅において食事や駅弁のことは全く考慮しない。経済性優先・体力度外視をモットーとし「タダ」であることを強調したり、わずかな損も嫌う極度のケチで、ケチな方法を菊池達にも強制していたが、3代目・10旅あたりから体力減退を感じて、緩いスケジュールを模索しているらしい。
新鉄子では旅を重ねるに従って村井に好意を寄せるようになるが、肝心の村井はマイペースな横見に対し、壊れたり不満を爆発させたりしており、前途多難のようである。さらにほあしをライフライン（命綱）とみなしつつ、「（自らの体育系）鉄道趣味」を注入しようとしていたが、ほあし自身はカオスものキャラクターに目がいっているようで噛み合わなかったこともある。
3代目では村井が降板したことから、霧丘をモデル（実験台？）に見立てて鉄道デートコースを妄想するようになる。前2作同様、シリーズ内で希に時間が空いて観光した前例はあるが「観光」の優先順位は末席なので、霧丘が菊池同様、観光パンフレットや旅番組を見て憂うことになる。
旧鉄子、新鉄子では、眼鏡の奥の眼が描かれていたが、3代目では殆ど描かれなくなった。一部白髪やほうれい線も3代目・第14旅までの特徴だったが、横見本人が白髪を気にして毛染めを行ったため、それに伴って髪の絵柄も黒く塗りつぶされるようになっている。
家族は全駅下車実施中に逝去した父、母、薬剤師の弟、妹がいる
2025年1月19日、急性心不全のため死去。63歳没。訃報は同年2月21日、「サンデージェネックス」編集部より公表された。
神村正樹（かみむら まさき）
声 - 太田哲治
2代目担当編集者。漫画中では「カミムラ」と表記される。第6旅以降全旅に登場。本作が初めての担当作品で、江上（編集長）から「任せられるのはカミムラしかいない」と言われ、張り切って担当を引き受けるが、実のところは「他に引き受ける人間がいなかったから」らしい。鉄道にはほとんど興味なく、第36旅によればゲーム好きらしい。ボーっとした人物として描かれている一方、作中よく見ると仕事に対して常に前向きで、子供好きな側面もある。どうでもいいことまで逐一メモを取るが、メモりきれなかったりメモり過ぎて腕が壊れることもある。ただし悪筆なので、他人はおろか、時には自分ですらメモの内容を判読できない。自称デリケート。新鉄子ではメモする姿は特に描かれていないが、常時行っており、ほあしや村井の飛んでしまった記憶をしばしば補っている。連載中の取材班などでは、ほあしの保護者のような感じであったが、なるべく自立させるようにしている。そのため、村井が半ば「保護者」のようになっている。
菊池、ほあしに続いて、三代目の霧丘も廃刊した『月刊IKKI』から引き続き編集担当をイシカワから一任され、新鉄子のほあしと同様に編集長がお目付け役（のちにノリミツに交代後も、同じ人が同伴を担当）として同伴する条件で、渋々ながら引き受けた。そのため新・鉄子以降、新人漫画家であるほあしや霧丘に対しては放任主義をとっている。
基本的には編集長とともに、案内人である横見の主旨に合わせた取材に同意するが、横見の同行者に対する無配慮には反発している。
江上英樹（えがみ ひでき）
声 - 古川登志夫
『月刊IKKI』の編集長。作中では本名で登場することは少なく、単に「編集長」と呼ばれている。本名で登場するときは「エガミ」と表記される。旧鉄子では第10旅、第20旅、第23旅、第24旅、第27旅、第28旅、第32旅、第40旅、第41旅、第42旅、第48旅、特急田中3号に勝手に連結スペシャルに登場。鉄道好き。特にスイッチバックが好きで、自身のウェブサイト（外部リンク参照）でもスイッチバックを仔細に紹介していることを含め、本編や単行本・メモのページ等に記載のとおり、その知識や思い入れについては枚挙にいとまがない。新鉄子では旅のメンバーになるも、常時寝不足でテンションが低いため、生き霊扱いされているが、好きなスイッチバックが絡むと精気を取り戻し、生き生きとする。
新鉄子ではほあしに口を出すことはほとんどないが、スイッチバック巡礼が横見1万駅訪問スペシャルのおまけとしか思っていなかった彼女に、「ちゃんと（自らのスイッチバック巡礼も）取材しなさい」と忠告している。横見ほど目立たないが、作中では彼の鉄道嗜好を垣間見る事ができ、時に暴走してカミムラや村井の怒りを買い、ほあしには困惑されている。
趣味はロックバンド演奏。旧鉄子で寝台特急「北斗星」にギターを持ち込んだり、『IKKI』の他の連載でバンド活動が漫画化されている。新鉄子末期になるとロックバンドに力を入れるようになりメッシュスタイルの髪型（3代目での出演時はこの髪型はやめたらしい）で出演しており、これが新・鉄子終了の原因らしい。
3代目では、第13・14旅(通算100旅達成スペシャル)と第18・19旅、エピローグに再登場。ほあしとは連載終了後も連絡しているらしく、彼の情報はほあしから聞くこともある。第18・19旅では「鉄泊可能」なホテルの窓から三池電車の撮影に集中していて、そのために同伴していたカミムラに注意したこともあった。
村井美樹（むらい みき）
横見の著書のキャンペーンに同行した女優。旧鉄子では第40旅（5巻）、第46旅（6巻）、銚子電鉄応援冊子に登場。アニメ版第12旅では横見の妄想の中の人物「のぞみ」役で声優として出演。新鉄子では旅の新メンバーかつ、ほあしの姉貴分というより保護者となるが、旅の過酷さに壊れてしまうことがあり、その時の記憶は一切ない。壊れている時は普段出さない関西弁が出る。ただし、立ち直りも早い。旅を重ねるにつれて自分は「ソフテツ（ソフトな鉄道好き）」であると自覚するようになり、新鉄子では旅ブログも連載している。
カミムラの項目にある通り、半ばほあしの保護者と化している。また、横見に対してだけでなくカミムラと編集長に叱りつけることもあった。
新鉄子の特別読み切りを最後に「鉄子の旅」シリーズから途中下車（降板）、横見とのレギュラー共演も土曜スペシャルの「極旅8 達人と行くガイドに載らないツアー」が一応、最後となった。また、石川との共演は新鉄子第25旅以来なかったが、3代目第13・14旅、エピローグで再び共演を果たす。
石川昌彦（いしかわ まさひこ）
声 - 川島得愛
初代担当編集者。鉄道好き。作中では「イシカワ」と表記される。旧鉄子では第1旅 - 第7旅、第13旅、第31旅、第32旅、第43旅、最終旅、アニメ放送スタート特別読み切りに登場。第6旅でカミムラに交代した後も自費で旅行に参加することがある。旅の途中で帰ってしまうのがお約束だったが、最終旅である第48旅では最後まで同行した。地方の「競」が付く馬や自転車、ボート等を見に行っているうちに、鉄道好きになったらしく、目当ての路線に乗車したいだけで参加し、2日目に他の路線の旅になった途端、「馬とデートのため」に東京に戻ることもあった。独身らしく、菊池には「そんなんだから嫁の来手がない」と突っ込まれる。公営競技好きは霧丘時代に入ってからも続行していて、また「鉄子」救済措置は彼がレギュラー降板後、公営競技を優先してほぼ毎回途中離団してきたことへの後悔もある。
本作の担当を降板した後は、『週刊少年サンデー』の編集を総括するデスク、『月刊サンデーGX』の編集者として『鉄娘な3姉妹』の担当を経て、小学館のライトノベルレーベルであるガガガ文庫編集部に異動となり、豊田巧の『僕は君たちほどうまく時刻表をめくれない』シリーズなどライトノベル作品を手掛けている。
新鉄子での登場は長らくなかったが、第25旅で銚子電鉄のイベントに参加。この時は銚子駅に先乗りしており、横見とともに一同を出迎え、菊池とも再会。ほあしとはこの時が初対面で、菊池とのセレクション漫画掲載コラボ企画、三代目・第9旅でも共演している。村井が新鉄子・特別読切編を最後に降板したため、村井との共演は第25旅だけであったが、3代目第13・14旅、エピローグで再び共演する。
菊池・ほあしのセレクション漫画掲載コラボ企画旅では長男ダイちゃん（当時7歳）を同伴させていた事から、2000年代後半までには結婚しているものと思われ、菊池は彼の結婚を喜んでいた。3代目では第5旅で家庭事情にて離団をするなど、彼の家庭事情が垣間見られる。
3代目では編集長として、前作までの江上に代わりレギュラーで参加しており、息子のダイちゃんも第13・14旅(通算100旅達成スペシャル)、エピローグに再登場。第17旅で、編集長の座を則松康郎に譲っている事実が明かされた。

## 参加したゲスト

### 鉄子の旅
きなこちゃん
声 - 豊岡真澄
保母。横見の友人の友人で「妹分」。第5旅（1巻）、第13旅（2巻）、第32旅（4巻）、第47旅（6巻）に登場。初代レールクイーン。一般人のため素顔が公表されておらず、レールクイーン紹介ページでは唯一イラストであり、本人が登場する場合モザイク処理が施されている。登場するたびに髪形が変わっているが、毎回横見のリクエストでミニスカートを履いている。ゲストの中では横見をよく理解していて、横見の推奨するデートコースを友人となぞることもある。
佐藤祐二
第8旅（1巻）において、カミムラが付録映像を撮影するために呼んだ小学館のスタッフ。その後、カミムラの従属的存在（ヘルプ）として新・鉄子の旅第24旅（4巻）にも登場している。
眞鍋かをり
タレント。第8旅（1巻）においてマネージャー、スタイリストと共に登場し、銚子電鉄全駅乗下車に同行した。鉄道には全く興味がなく、後半にダメ出しを連発するという風に描かれている。この旅の様子はIKKI付録のDVDで実写映像を見ることができた。後年、濡れ煎餅の話題で“頑張っている銚子電鉄”といった趣旨のワイドショーで「鉄道オタクの人と全駅乗った」と嬉しそうに語っている。
高木みえ
レールクイーン募集に応募してきたフリーターのバイク乗り。第9旅（2巻）に登場。横見とは「みえちん」「ヒロッチ」と呼びあう。好きな鉄道は地元の岐阜県を走る近鉄養老線（現・養老鉄道養老線）と、廃線になった名鉄谷汲線。
山田あさこ
吉本興業の芸人。第13旅（2巻）に登場。アニメ版第6旅では本人役として声を当てている。鉄道に興味のある若い女性だが、横見の好みではないことと、鉄道に詳しすぎて条件に見合わないため、レールクイーンには列挙されていない。横見の機嫌を損ねたカミムラを面白がっていた。
笠井信輔、ユウくん、はるボン
フジテレビアナウンサー、およびその長男と次男。鉄道好き。第21旅（3巻）で登場。後に笠井が第32旅（4巻）、ユウくんとはるボンが第38旅と第39旅（5巻）に登場する。
なお、実際は笠井も第38旅と第39旅に参加していたが、フジテレビから漫画化権が下りなかったため、さも不参加のように描かれたことを笠井が鉄子の旅15周年イベントで表明している。
牛山隆信
横見の友人で「秘境駅」提唱者。第25旅（4巻）に登場。
谷欣哉
東海旅客鉄道（JR東海）広報。第26旅（4巻）に登場。
大塚桂、木本一花、高橋紗耶香、山際良太、下村克彦
「鉄子ツアー」参加者。第31旅（4巻）に登場。大塚のみ第32旅にも登場。
豊岡真澄、南田裕介
ホリプロ所属タレントとそのマネージャー。第34旅、第35旅（5巻）、アニメ放送スタート特別読み切り（月刊IKKI2007年8月号）、銚子電鉄応援冊子に登場。豊岡は第34旅、第35旅の時点ではそれほど鉄道に詳しくなかったが、特別読み切りの時点ではサンライズ瀬戸・出雲の切り離しを早起きして見学するなど濃くなっており、「ちょっと会わないうちに、ずいぶんそっち側に行っちゃったね」とキクチを驚愕させている。
南田が「鉄子」のゲスト募集に応募して豊岡を誘ったことから、南田自身が鉄道関係の取材に意欲的である。キクチからは「（元々組んでいた）優香をヨーロッパ鉄道旅行に誘った鉄道マニアだ」と指摘された。南田は富山取材だからとついでに城端線乗りつぶしを提案したが、キクチに猛却下されて富山市内ツアーに変更された。その後も、横見と「鉄子」は南田つながりで鉄道趣味ドラマの取材に便乗できることにもなった。
豊岡は旧鉄子連載終了後、そのスピンオフにあたるコラム漫画や読み切りに参加するが、キクチの降板と同時期に芸能界を引退したため、新鉄子には登場していない（そのため、ほあしとは一度も同伴・共演していないが、ブログによればほあしへの挨拶はあったとのこと）。ママ鉄になってからの出演（取材同伴）は3代目に入ってからで、息子と共に第15旅に登場する。
豊田巧、佐藤陽子
タイトー社員。ゲーム『電車でGO!』の制作者と宣伝担当。第36旅（5巻）に登場。横見に「なぜ任天堂の人が？」と間違われた。彼らは展開が読めない横見を「面白い人」だと思っていた。
矢野直美
鉄道フォトライター。第37旅（5巻）に登場。カミムラが名前を出すまで、横見は矢野の存在を知らなかったという。横見の言動に終始圧倒されていた。
「ラピタ」2005年3月号に掲載された「番外編」では、キクチとのコンビで明知鉄道を取材。横見に代わり旅の案内人を務めた。
すずくん、ますみさん、コウジくん
それぞれ笠井信輔の三男、笠井の妻でテレビ東京報道部デスク、ユウくんの友人で鉄道の師匠。第38旅と第39旅（5巻）でユウくん、はるボンとともに登場。
鈴木邦夫（すずき くにお）
「バー銀座パノラマ」店主。第40旅（5巻）、最終旅（6巻）、新・第25旅（新・4巻）に登場。ほかにも旧鉄子6巻の番外編「都電荒川線サイン会企画」にも登場した。2012年12月1日、心不全により死去。49歳没。
中山樹（なかやま いつき）
銀座「クラブ プティットセリーズ」のホステスでバー銀座パノラマの常連客。第40旅（5巻）に登場。新幹線700系電車の鼻っ柱（エアロストリーム）にしがみつくのが夢という鉄道好き。
柳在玉（ユー）、趙炳權（チョウ）、金東注（キム）
出版社・ソウル文化社の社員。第41旅（6巻）に登場。柳のみ第42旅（6巻）にも登場。
朴（パク）、林（イム）
韓国の鉄道ファン。第41旅（6巻）に登場。
近藤秀峰
週刊少年サンデーの高橋留美子の担当編集者。第43旅（6巻）に登場。カミムラと同じくデリケートで、「グルメ駅舎廻り旅」と聞いて愕然としたが、取材と完食を全うした。
鈴木美和
AFP通信記者。第44旅と第45旅（6巻）に登場。第44旅前半までは黒子の如く黙って取材していたが、横見の暴走に呆れつつ彼に興味を持ち、積極的に取材に取り組むようになった。
酒井順子
「小説新潮」との相互乗り入れ企画（月刊IKKI2007年4月号）に登場。他に、編集長と共演取材をしていた。流行語大賞の「鉄子」ノミネートはキクチと酒井の影響ということになっている。
「新・鉄子の旅」では、カミムラが進行役を務めたほあしとの対談が3巻に収録。
磯山晶
ドラマ『特急田中3号』プロデューサー。「特急田中3号」に勝手に連結スペシャル（月刊IKKI2007年7月号）に登場。
取材目的地と横見を目当てで取材に同行、取材便乗の打診に彼女のファンであるカミムラと、目的地目当ての横見が同意した。
野月貴弘、土屋基
SUPER BELL"Zのメンバー。アニメ放送スタート特別読み切り（月刊IKKI2007年8月号）に登場。
野月のみ新・鉄子の第25旅（4巻）、3代目の最終旅＝第22旅（4巻）に登場。
嶋津毅彦
アニメ『鉄子の旅』プロデューサー。アニメ放送スタート特別読み切り（月刊IKKI2007年8月号）に登場。
永丘昭典
アニメ『鉄子の旅』監督。鉄子の旅外伝に登場。難関といわれた実録鉄道漫画「鉄子の旅」アニメ化に挑む事にした。
相馬和彦
アニメ『鉄子の旅』脚本家。鉄子の旅外伝に登場。菊池と横見の台詞をつなげるのが大変だったとカミムラに説明した。
大西力
アニメ『鉄子の旅』製作設定。鉄子の旅外伝に登場。鉄子アニメ化の苦労が理解出来ない菊池に、カミムラが彼を中心とした「製作苦労話」を力説した。
よねだ
村井美樹のマネージャー。銚子電鉄応援冊子（プラス第5旅に再掲）、新鉄子第7旅に登場。ヨーロッパの貴婦人を思わせる独特の服装をしている。横見が新・鉄子の開始に際し、村井にマネージャーを同行させないことを要望していたため、旅に同行することはほとんどなく、銚子電鉄応援冊子と新鉄子・横見10000駅乗下車記念取材で参加したのみである。
鈴木
銚子電鉄社員。銚子電鉄応援冊子に登場。キクチによる「鉄子」号の話が出たが、横見はキクチによる設計に対して快く思っていなかった。
横溝泰鴻
書道家。単行本で各話の幕間に毛筆で「横見テツ語録」を書く。
末期はキクチの「いつもの3人ではもう味気ない」という提案（第37旅）により、ほぼ毎回ゲストが登場していた。

### 新・鉄子の旅
堀井政彦（ほりい まさひこ）
第8・9旅に登場した初めてのゲスト。北日本新聞の社員で、黒部峡谷鉄道と富山の路面電車取材に同伴。冷静沈着を装っていたが、実は夫婦揃って「鉄子」シリーズのファンであり、黒部では横見の暴走に感激してしまった。
眼目佳彦（さっか よしひこ）
第9旅で他メンバーがトークショーに参加するため、単独取材をする羽目になったホアシをフォローする案内人を引き受ける。
ホアシに富山ライトレール（現・富山地方鉄道）、富山地方鉄道、万葉線と、富山に3か所ある路面電車を案内する。感心して取材するホアシの聴きぶりに、手ごたえを感じた。
環境省勤務で、取材当時はホアシの住む博多に近い北九州市に在住していた。
石飛貴之（いしとび たかゆき）
一畑電車社員。映画「RAILWAYS第一部」のタイアップ企画である第11・12旅「島根・一畑電車の旅」に登場。映画関係者・佐藤と共に、取材に協力した。
佐藤唯史（さとう ただし）
第11・12旅で石飛と一緒に取材協力をした映画プロデューサー。
イザベル
第15旅に登場。彼女の出演する「NHKワールドTV」の「imagine-nation」とのタイアップによる取材。初テレビ出演で緊張気味のホアシを和らげるなどしていた。テレビ側の都合で鉄子チームの土合駅に同行できず残念がっていたらしい。
鳥塚亮
第21旅に登場したいすみ鉄道社長（当時）。編集長と三陸鉄道応援企画を立ち上げた。
谷野英之（たにの ひでゆき）
第21旅に登場。
冨手淳・望月正彦
第22・23旅に登場した三陸鉄道社員。
今野一家
第22・23旅、特別読切「三陸鉄道」に登場した家族。父・伸一、母・奈保子、二男・莉希、祖父母の5人家族。長男・広夢（ひろむ）は東日本大震災で犠牲になったが、生前は鉄道好きで運転士になるのが夢であった。キクチは彼の夢を漫画の中でかなえようと、広夢の運転士姿を描いて今野家に贈呈した。
吉田千秋
第24旅に登場したひたちなか海浜鉄道の社長（当時）。
横江英之
第24旅に登場した「インフィオラータ・アソシエーツ」社員。ホアシ原案の砂絵制作に協力。
松山せいじ
第24旅に登場した漫画家。かねてから松山の漫画『鉄娘な3姉妹』のコラムコーナーにキクチと横見が各々登場しており、そこから本作とのコラボレーション企画が始動した。
広田泉
第24旅に登場した鉄道写真家。
小川文雄
第25旅に登場した銚子電鉄社長（当時）。
石橋清志
第24旅に登場した銚子電鉄社員。
矢幅貴至
第25旅に登場。野月に誘われて飛び入りで参加した鉄道模型製作者。
ウエダショウコ
小学館の社員で鉄道好き。第30・31旅の企画を提案し、編集長とカミムラに了承され、参加することになった。チーム・新鉄子の村井とはコケシ仲間で、お互いに下の名前でちゃんづけ、当日は2人とも日焼けを気にして防備していた。
石坂善久
第30・31旅に登場、ウエダに依頼されて案内人を引き受ける。休日はモーターボートで水路見物をするが、普段は鉄道模型店を営業している。彼の案内とウエダの企画がホアシたちの好評を博したことから、横見の嫉妬を買い青梅線川遊びツアーの伏線となる。

### 鉄子の旅・3代目
安田大サーカス・団長
第4旅に登場した初めてのゲスト。お笑いグループ安田大サーカスのリーダー。横見が推薦する秘境駅をレポートして、利用者にインタビューする『所さんの学校では教えてくれないそこんトコロ!』の「あなたはナゼ秘境駅へ来たんですか?」にレギュラー出演。横見が第4旅でのプラン変更で急遽、3代目の取材クルーが安田のコーナーに便乗する形となった。
中川竜一（なかがわ りゅういち）
第9旅に登場した南阿蘇鉄道総務課長。小学館の応援企画とキリオカの取材に協力し、熊本地震とそれ以降の南阿蘇鉄道の状況を説明する。
ダイちゃん
イシカワの長男。「鉄子の旅」初出演は「菊池・ほあしセレクション」、3代目では第13・14旅、エピローグに登場。
豊岡真澄の長男
第15旅に母・真澄と共に登場。箱根を旅する。
平岩時子（ひらいわ ときこ）
横見の妄想から生まれた人物をキリオカが漫画化した、架空の登場人物。第5旅が初登場。
旅行大好きな22歳、旅行雑誌作りをしたいがためにJTBパブリッシングに入社するが、配属されたのはJTB時刻表であった。鉄道好きのバイブルにして一応ベストセラーな雑誌に配属されて驚愕するが、大内と磯村の話を聞いてやる気になった。
大内豊（おおうち ゆたか）
時子が配属された雑誌の編集長。なお、この雑誌は「時刻情報・MD編集部」の所轄となる。
磯村裕美（いそむら ひろみ）
同編集部員。時子と同じく旅好きから入社したが、この仕事に興味を持っている。
道山智之（みちやま ともゆき）
大牟田市出身で「大牟田大使」に任命されているクリエーティブディレクター。炭鉱電車の取材を小学館側に働き掛けて実現、案内役となる。
川地伸一（かわち しんいち）
大牟田市の世界遺産・文化材室室長。道山の助っ人として同伴する。
太田匡彦（おおた まさひこ）
朝日新聞記者。シニア世代の有名人をクローズアップ取材した「輝き人」担当で、横見を取材するために同伴。妻が「鉄子の旅」のファンで、彼がそれを読んで横見のことが気になったという。

## キーワード
鉄子
「鉄子」とは、女性の鉄道ファンを示す用語である。この作品の影響もあって一般化しつつあるともいわれ、2007年の新語・流行語大賞の候補にノミネートされた。『鉄道ダイヤ情報』の読者ページには、女性投稿者限定の「鉄子の部屋」というコーナーがある。一部マスコミでは鉄子中の鉄子として、本作にも登場した矢野直美が取り上げられることがある。なお、山口よしのぶの漫画『名物!たびてつ友の会』単行本の、読者からの手紙を紹介するページに、女性の鉄道ファンを「鉄子」と称する慣習がうかがえ、この言葉は1990年代にすでに使われていたことが確認できる。
レールクイーン
横見が制定したもので、鉄道界のアイドルのことらしい。理想的には、すごく鉄道に興味があり、少し知識があり、若くてかわいい子だそうである。漫画上でもレールクイーンとして、「きなこちゃん」など数名の女性が登場する。横見のウェブサイト（外部リンク参照）によると、8人存在するが、「真のレールクイーン」と言わしめた豊岡真澄は含まれておらず、同じ鉄道アイドルの木村裕子は含まれているが肩書きは「グラビアアイドル」のまま。ウェブサイトで会った&合コンした多数の鉄子らの紹介文に使うこともある。
鉄ヲタブランド化計画
「鉄ヲタ（鉄道おたく）＝かっこいい」という世の中にしようという横見の計画。ただし、横見がそのために行った自己変革はおばちゃんパーマ（キクチ談）とジャケットにリュックサック姿というものであり、計画の暗礁を予見してキクチとカミムラをあきれさせていた。
旧鉄子連載終了後、暫定掲載されていた漫画コラムの名称にもなった。
横見マジック
途中でどんなにグダグダになろうと、最終的に横見の思いどおりになってしまうことを指す言葉。登場した横見マジックとしては機嫌がいい時は天気が良いが落ち込むと雨が降り始めるなど。時には止まってしまった新幹線さえも動かしてしまったほどである。最初にこの言葉を使ったのは第21旅ゲストの笠井アナ。横見にとっては天恵とも思えるほどの幸運だが、横見自身はあまり認めていない旨の発言を自身のウェブサイトでしている。第42旅の韓国では横見のやる気もないのかマジックの効果もなかったが、代わりに編集長マジックが炸裂した。
地域
横見たち「鉄子」チームのメンバー多数が坂東在住であるため、地域配分はどうしても「東日本」に偏ってしまう。
その上、横見の嗜好で「北海道」を好むため、こちらに複数回取材することが多い。
新鉄子では福岡出身のホアシに対する配慮から西日本、特に九州などを組み入れることが行われ、その際にはホアシと他メンバーが別の主要駅などで合流することになった。
反面、同じ西日本の四国や沖縄は鉄道、及びスポットが少ないことから、ほとんど取材で取り上げられることがない。新鉄子では四国は取材されず、沖縄に至ってはこれまで全く取材されていなく旧鉄子ではおまけ4コマ、新鉄子では酒井との対談で登場したくらいである。
基本、大人の事情も含めて国内限定で取材することになっているが、旧鉄子では唯一、IKKI編集長の意向で韓国が「鉄子初越境」で取材している。
神村、IKKI編集長の提案から旧鉄子が地域別でのカラーセレクションで出版されることになったが、この区分がJRエリア分割によるため、東日本・東海・西日本・北海道は１区１冊となったが、九州・四国は取材回数が少なかったことから１冊に統合された。唯一の海外編である「韓国」はカラーセレクションには含まれなかった。ホアシの新鉄子は連載回数と地域区分の問題から「カラーセレクション」は出版されなかった。
都道府県単位だと、沖縄・大分・佐賀・愛媛・鳥取・兵庫・福井・栃木と、西日本ではかなり未踏破地帯が多い（高知県は菊池カラーセレクションに掲載、それに通過した県を加えると、未踏破地帯は沖縄・愛媛・福井のみとなる）。

## 旅一覧・主なあらすじ

### 旧鉄子

#### 1巻
2004年11月30日発行 ISBN 4-09-188541-1
- 第1旅 - 久留里線全駅乗下車
ある日、キクチはイシカワから旅マンガの連載を勧められ快諾する。しかし実際に行ってみると、それは久留里線の全駅下車という、観光やグルメとは一切無縁の過酷な旅であった。
- 第2旅 - 130円・一都六県大回り - 東海道本線、南武線、鶴見線、相模線、横浜線、八高線、両毛線、水戸線、常磐線、成田線、総武本線、外房線、京葉線
キクチは、横見から今回の旅で初乗り運賃の130円で1都6県大回り乗車を行うことを告げられ、嫌な予感がしながらもしぶしぶついて行く。そして旅先にてさまざまな出来事に巻き込まれていく中、キクチの態度にも変化が表れる。
- 第3旅 - 東京 - 鹿児島2泊3日鈍行の旅 - 東海道本線、山陽本線（ムーンライト山陽）、鹿児島本線
イシカワから九州の指宿に行くことを聞いたキクチは大喜びするが、青春18きっぷを使い鈍行で行くということを知り唖然。さらに、東京 - 京都間は仕事の都合でイシカワが同行せず、横見と2人きりという事態になる。
- 第4旅 - 長野電鉄「木島線」最終日
廃線が決まった長野電鉄木島線の最終日を訪れることになった鉄子一行。
- 第5旅 - 土合・湯檜曽…鉄子流デートコース - 越後湯沢駅、青海川駅、鯨波駅、筒石駅
鉄子初のゲストとして、レールクイーン候補にも挙がっているきなこちゃんが参加することとなった。キクチは鉄分が高めのきなこちゃんに対し呆然としつつも、次第に打ち解けていく。
- 第6旅 - 大垣夜行で行く有田&紀州鉄道
わずか6旅目にしてイシカワが担当から外れることになり、2代目編集者のカミムラが旅に同行することとなった。カミムラが鉄道に興味のない一般人と知り安心しつつも、初めての漫画担当ということにキクチは不安を抱く。
- 第7旅 - 岩手県の自然を味わう旅 - 岩泉線、押角駅
切符の関係で日程が3連休に被ることになった岩手県の旅で、キクチは冷麺やわんこそばが食べられないと嘆きスケジュールに目を通さなかった。そのため、旅先であまりにも恐ろしい光景に遭遇することになる。
- 第8旅 - 銚子電鉄全駅乗下車
アイドルである眞鍋かをりがゲストとして参加することとなり、横見は眞鍋との旅を想像して浮かれていた。しかし、眞鍋の鉄分はキクチ以上と言っていいほど低いものだった。
この回が掲載されたIKKIにはDVDが付属し、実際の旅の様子を記録した映像が収録されたが、キクチ及びカミムラの顔は映らないよう加工されていた。

#### 2巻
2004年11月30日発行 ISBN 4-09-188542-X
- 第9旅 - 冬の北東北・デラックス旅 - 五能線、津軽鉄道線
横見の行ったレールクイーン募集で知らず知らずの間にハガキが来ており、そのうちの1人であるみえちんがゲストとして参加。横見に対し興味津々のみえちんに、横見はハイテンションを無理やり押さえ込んで格好をつける。
- 第10旅 - 小野田線を目指して
朝まだ薄暗い中、カミムラとキクチは東京駅のホームに立っていた。クモハ42形の引退イベントのため山口県にいる横見から「2人で来い」と言われ、編集長の勧めもあって行くことになってしまったためである。2人は目的地までに少しでも寝ておこうとするが、度重なる横見からの連絡でなかなか寝付けない。
- 第11旅 - 名古屋鉄道・路面電車 - 名鉄岐阜市内線、美濃町線
鉄子初の「無計画旅」として、岐阜市の路面電車を訪れた一行。しかし、横見の行動制限の多さにキクチは疑問を抱き始める。
- 第12旅 - 木次線・三江線・可部線
一部廃線間近の可部線をはじめ、中国地方の内陸部には廃線の危機にある路線が多数あることから、その廃止を何とか「鉄子」で食い止めたいという横見の考えにカミムラは感動。共に路線存続のために奮闘する。
- 第13旅 - わたらせ渓谷鐵道と廃線歩き
2度目となるきなこちゃんとの旅で浮かれる横見だったが、カミムラの余計な行動が原因で態度が一転し激怒。しかし、怒っている理由が分からないカミムラは、さらに墓穴を掘ることになってしまう。
- 第14旅 - 海底駅そして北海道初上陸 - 竜飛海底駅、仁山駅、森駅、吉岡海底駅
全駅下車を始めるきっかけという質問に答えながら青函トンネルに突入するのを心待ちにしていた横見だが、話に夢中で見逃してしまい落ち込む。一方、海底駅で降りると聞いたカミムラは海中の魚が見られることを期待する。
- 第15旅 - 飯田線・秘境駅巡り - 千代駅、金野駅、中井侍駅、為栗駅、田本駅
青春18きっぷを使った秘境駅巡りという楽しい旅のはずなのに、横見はなぜかテンションが低く、これまでにない態度や行動を見せる。そんな横見をキクチは不審に思う。
- 第16旅 - 四国初上陸・全地域制覇 - 土佐北川駅、新改駅、琴平駅、坪尻駅
横見は四国への初上陸を機に、キクチに旅の感動を伝えられるようにマンガを書くよう指示する。しかし、横見のハイテンションやカミムラの失態を見て、キクチはとても無理だと感じる。

#### 3巻
2005年3月30日発行 ISBN 4-09-188543-8
- 第17旅 - 鶴見線オススメ駅巡り
カミムラは、横見とキクチの仲が非常に悪くなっていることで、このままでは連載が終了してしまうのではないかと危惧していた。そこで2人に初心に帰ってもらい、仲直りさせようとする。
- 第18旅 - 京都・雨のケーブル延暦寺
最後に比叡山を徒歩で下山する計画だった今回の旅だが、ケーブル延暦寺駅で大雨に見舞われ足止めされる。歩いて下山しなくても済むと思ったキクチとカミムラだが、横見は計画通り歩いて下山することを主張。雨が止んだとしても道がぬかるんで危険だと不満を抱くカミムラは、横見に計画を中止するように説得する。
- 第19旅 - 長野電鉄の魅力を味わう - 上諏訪駅、松代駅、東屋代駅、木島駅、湯田中駅　姨捨駅
横見は今回の旅は4部構成というが、第1部は普段と同じ木造駅舎巡りであり、なぜそこまでこだわるのかキクチは理解できずにいた。一方で1部ごとのタイトル名が決まり、さらにはカミムラの提案によりテーマソングも付けられることになる。
- 第20旅 - 冬こそ只見線! - 会津塩沢駅、柿ノ木駅
横見は、大雪警報が出ている中で豪雪地帯を走る只見線に行きたいと言い出す。キクチが打ち合わせにいなかったため計画を阻止できず、結局行くことになってしまった。しかも、カミムラが当日になって風邪をひいてしまう。無事に帰れるのかという恐怖におびえるキクチを尻目に、横見は大雪に期待を寄せる。
- 第21旅 - 親子で楽しむ伊豆の旅 - 伊豆急行線、伊豆北川駅、伊豆高原駅、城ヶ崎海岸駅、リゾート21、スーパービュー踊り子
笠井アナとその息子であるユウくん、はるボンをゲストに伊豆の旅に行くことになった。いつもよりテンションが低めの横見だが、実は子ども全般が苦手ということが発覚する。その後、横見は今回の旅の魅力を紹介しようとするが、台詞を持っていかれたり、わがままを言われるなど振り回されてしまう。
- 第22旅 - 南東北・横見スペシャル - あぶくま駅、面白山高原駅、峠駅、赤岩駅
旅にもう飽きたと言い出すキクチ。そんな彼女に対し、横見は「グレードがどんどん上がる絶対に満足する旅」と自信満々に口にする。その発言通り、1駅目からグレードの高さが発揮される。
- 第23旅 - これが北海道だ! 前編 - 北斗星
- 第24旅 - これが北海道だ! 後編 - 北海道ちほく高原鉄道、豊住駅、西訓子府駅、分線駅、笹森駅、塩幌駅
編集長と共に、寝台特急「北斗星」に乗って北海道へ行くこととなった鉄子一行。「鉄子」の生まれる経緯を聞きながら列車は札幌駅に着く。そこで横見から「板切れ駅」を回ると聞かされ、キクチは愕然。そんな横見を見て編集長は「横見さんのギターは弦が1本多い」という謎の発言をする。

#### 4巻
2005年7月29日発行 ISBN 4-09-188544-6　
- 第25旅 - 因美線オススメ駅巡り - 知和駅、美作滝尾駅、美作河井駅
今回のゲストである『秘境駅へ行こう！』の著者・牛山は、横見から「（自分と合わせて）横見が2人いるようなもの」と紹介されキクチは落ち込む。合流するなり鉄道のことについて熱く語り始めた2人を見て、キクチは本当に横見が2人いると愕然とするが、旅をしていくうちに2人の違いが見えてくる。
- 第26旅 - 初体験・リニアモーターカー
リニアモーターカーに乗れることになった今回、カミムラが旅の計画を組むことになったが、出発地の新宿駅で横見にいきなりダメ出しを食らう。以後も横見はリニアに興味がなかったこともありテンションは低いままだったが、リニアの速さを目の当たりにして興奮する。
- 第27旅 - 大一番! 台風VS.横見!
- 第28旅 - 見どころ満載、肥薩線 - 矢岳駅、大畑駅、真幸駅
九州を目指すため、一行は新大阪駅で寝台特急「なは」に乗り継ごうとしたものの、台風のため「なは」は運休になってしまった。横見のあまりの適当ぶりに激怒しつつも、キクチとカミムラは運転再開の見込みが立たないことから新大阪駅で旅を打ち切り、お好み焼きを食べようと目論む。しかしその時、驚愕の「横見マジック」が発動し、信じられないような状況に発展する。
- 第29旅 - 三重&岐阜、狭くて近い鉄道の旅 - 三岐鉄道北勢線、三岐鉄道三岐線、近鉄名古屋線、近鉄養老線、樽見鉄道樽見線、名鉄谷汲線
横見が「鉄ヲタブランド化計画」の一環としてイメージチェンジを敢行するも、それはジャケットにリュック、おばちゃんパーマというスタイルであった。そんな横見にキクチは呆れつつも、「近くて狭い」というテーマに沿って旅が進められる。
- 第30旅 - まだ間に合う! くりはら田園鉄道 - 若柳駅、沢辺駅
2年後（2007年）に廃止されるくりでんを、鉄子による魅力の紹介で存続させようという横見。第12旅では直前すぎて廃止に間に合わなかったが、今回は2年もあるので間に合うという。早速カミムラから駅の魅力を紹介するように言われるが、それはあまりにも適当なものであった。
- 第31旅 - 鉄子ツアー in 小湊鉄道 - 五井駅、上総中野駅、月崎駅、上総久保駅、養老渓谷駅
読者の中から選ばれた5人と行く「鉄子ツアー」を催行することになった。キクチは読者5人を「鉄子は本当に大変」という証人にするため、横見をハイテンションにさせようとするが、一方の横見も読者5人を「自分は普通」だという証人にさせようとしていた。
- 第32旅 - 横見浩彦・日本全駅下車達成!! - 上信電鉄、上州福島駅
横見が9,843駅目となる上州福島駅に下車し、全駅下車を達成した。しかし、その裏には達成当日、横見の相手をするキクチとカミムラの苦労があった。

#### 5巻
2006年3月30日発行 ISBN 4-09-188314-1　
- 第33旅 - 18キップ・一都十一県大回り - 東海道本線、北陸本線、北越急行ほくほく線、上越線、高崎線
全駅下車達成から1か月後の横見。初心に帰るべく、青春18きっぷを使った延べ25時間にわたる大回り旅を提案する。「ムーンライトながら」を使うことを知ってキクチは愕然とするが、カミムラはそんな過酷な旅に対してなぜか前向きであった。
- 第34旅 - 「能登」に揺られて目指すは北陸
- 第35旅 - 氷見線・万葉線・富山地方鉄道 - 雨晴駅
ホリプロのアイドルが自ら旅への参加を志願してきたと聞いた横見は、期待を寄せつつ上野駅の五ツ星広場で待っていた。しかし志願したのはそのマネージャーだと知り落ち込む。一方、ゲストが自分と同じ立場にあるということを知ったキクチは、同情し仲間だと思い込む。
- 第36旅 - 「彗星」に乗って高千穂鉄道へ - 亀ヶ崎駅、深角駅、日之影温泉駅、影待駅
TAITO社員の豊田、佐藤がゲストとして参加。ゲーム好きのカミムラは「横見をゲーム化するとどんな作品になるか？」と提案し、2人は快諾。しかし、当の横見の態度は酷いものだった。
- 第37旅 - 鹿島鉄道・茨城交通湊線オススメ車両? - つくばエクスプレス、関東鉄道常総線、鉾田駅、借宿前駅、常陸小川駅、中根駅、阿字ヶ浦駅
これから毎回ゲストが参加することとなり、今回は矢野直美が参加。車両がメインという旅に対し矢野も期待を寄せるが、今回の旅はいつにも増して適当なものであり、3人は思わず言葉を失う。
- 第38旅 - レッドアローでの攻防 - 西武池袋線・西武秩父線特急レッドアロー「ちちぶ」
- 第39旅 - 絵日記で綴る秩父鉄道の旅 - 御花畑駅、浦山口駅、白久駅、三峰口駅、「SLパレオエクスプレス」
第21旅で登場したユウくん、はるボンに加え、はるボンの弟・すずくん、ユウくんの鉄道の師匠であるコウちゃん、笠井アナの妻であるますみがゲストとして参加。前回よりさらにパワーアップしたユウ君やはるボン、そしてコウちゃんのあまりの鉄分の高さやマイペースさにキクチ、カミムラは呆然。一方、横見は本気でムキになりながら張り合う。
- 第40旅 - 切符のいらないテツ道の旅 - バー銀座パノラマ、書泉グランデ
  - 編集長の勧めで、銀座の中心部にある「バー銀座パノラマ」を訪れたキクチとカミムラ。そこで、横見の全駅下車がテツの増加など大きな効果をもたらしていることを知り、キクチはある疑問を抱く。翌日、書泉グランデでは横見のサイン会が行われていた。全48旅中で唯一列車に乗車しない、鉄ヲタブランド化計画の総まとめといえる回である。

#### 6巻
2007年2月28日発行 ISBN 978-4-09-188354-4　
- 第41旅 - 『鉄子』 in 韓国! 前編 - ソウル地下鉄
- 第42旅 - 『鉄子』 in 韓国! 後編 - 嶺東線羅漢亭駅
編集長は来年末（この話より2年近く先）に廃止される韓国のスイッチバック駅[6]に行きたがっていたが、仕事が忙しく行けずに悩んでいた。そこで編集長特権を発動し、鉄子初の海外旅行として現地を取材することになる。韓国料理に舌鼓を打って機嫌が良くなるキクチだが、ある事実を告げられたことで、日本に帰りたいと思うようになる。6巻の単行本巻末には、韓国へ旅立つ前の東京国際空港（羽田空港）での出来事の描き下ろしが掲載されている。
- 第43旅 - 天竜浜名湖鉄道超グルメ旅!? - 二俣本町駅、宮口駅、気賀駅、西気賀駅、浜名湖佐久米駅
イシカワが高橋留美子の担当編集者であるコンドウに鉄子を勧めたところ、彼だけでなく高橋も鉄子を大絶賛。特に駅弁が楽しみということを聞き、高橋の描き下ろし目当てに駅弁メインのグルメ旅を実施することになった。さすがに高橋は来られなかったものの、コンドウの話による書き下ろしをキクチは期待する。しかし、横見の計画したグルメ旅は駅弁ではなく、1時間ごとに駅で下車してはホーム内にある飲食店を5軒ハシゴするという過酷な旅であった。なお、この回では『めぞん一刻』の音無響子とデートをする横見の妄想を、実際に高橋留美子が1ページ分描き下ろしている。
- 第44旅 - 究極路線・大井川鐵道 - 千頭駅、塩郷駅、田野口駅、下泉駅、抜里駅
- 第45旅 - 井川線・宇宙規模の旅 - アプトいちしろ駅、ひらんだ駅、奥大井湖上駅、閑蔵駅、尾盛駅、井川駅
AFP通信の記者・鈴木が横見を取材することになった。世界デビューと聞いて浮かれる横見に対し、旅の辛さが全世界に分かってもらえると思ったキクチは、横見に揺さぶりをかける。それに対し、旅先で声をかけられたり、一般人離れした言動や行動を繰り返す横見を見た鈴木は意外な考えを持つようになる。
- 第46旅 - 北海道秘境駅デートコース - 小幌駅、洞爺駅、東山駅、美々駅
  - 第40旅に登場した村井がゲストとして参加。初めは横見のやり方に対し戸惑いを見せていた村井だったが、ある出来事を境に横見に感化されてしまう。
- 第47旅 - 江ノ電オススメデートコース - 江ノ島駅、腰越駅、極楽寺駅、湘南モノレール江の島線
きなこちゃんが第32旅以来、5回目となるゲストとして旅に参加することとなった。いつものように横見に頼まれてミニスカートを履いてきたきなこちゃんに対し、キクチは横見ときなこちゃんの本当の関係を探ろうとする。
- 最終旅 - 上信電鉄オススメ駅巡り - 山名駅、上州富岡駅、上州一ノ宮駅、南蛇井駅、千平駅、下仁田駅、上州福島駅
鉄子5年間の集大成として横見が選んだのは、自身が全駅下車を記録した上信電鉄であった。横見が相変わらずの言動、行動で周りを翻弄する中、キクチたちはこれまでのことを振り返っていく。「最終旅」という表記に必ず「？」が入っていたり、6巻の最後に「つづく？」と書かれており、アニメやコラムその他の企画など、本作がこれで完結しないことが示唆されている。

#### プラス
2009年2月25日発行 ISBN 978-4-09-188450-3　当初は7巻となる予定だった。
- プラス第1旅 - 相互乗り入れ企画!?酒井順子さんと水のある風景を求めて - 美佐島駅、田子倉駅
エッセイストの酒井順子と編集者の小林を迎え、新潮社との相互乗り入れ企画を行うことになった。いつものようにハイテンションな横見に対し、酒井はローテンションで鉄子に巻き込まれる気配がない。一方、小林は鉄子の世界にどんどん巻き込まれていく。
酒井が『小説新潮』に掲載した文章も収録されている。
- プラス第2旅 - 押しかけ同行取材!鉄ドラマ誕生の地へ - はしだて、北近畿、餘部鉄橋、餘部駅、久谷駅、鎧駅
編集長から読み切りを描くように言われたカミムラは、ドラマ『特急田中3号』のロケに同行することを勝手に決めてしまう。当日、磯山のドラマを作るきっかけとなった出来事を聞きながらロケ地の餘部駅へと向かうが、異常といえるぐらい浮かれるカミムラ、そして横見の鉄パワーというあまりの旅の濃さに、キクチはついて行けなくなる。
- プラス第3旅 - アニメ化記念スペシャル皆でワイワイ、サンライズで出雲へGO！ - サンライズ出雲、出雲市駅、一畑電車大社線、出雲大社前駅、大社駅、直江駅
鉄子アニメ化記念として豊岡、南田マネージャー、スーパーベルズの野月、土屋を迎え、出雲へ旅をすることになった（きっかけは「特急田中」のロケに横見、菊池を巻き込んで同行してしまったカミムラに江上編集長がお叱りをしたので、もう1回アニメのための読み切りをしようということになった）。サンライズに乗る時点からテツの会話が弾み、キクチもダジダジになってしまう。その後、横浜で南田は下車、熱海でカミムラが合流し出雲へ向かうが、横見の計画したスペシャルの目玉が「ナオエが直江に行く」ということに、キクチは呆れるばかり。
- プラス第4旅 - アニメ製作地獄スタッフが語るアニメ「鉄子」の裏側
鉄子の旅がついにアニメ化された。キクチは資料の集めやすさなどからアニメ化は簡単だったのでは、と言うがカミムラはそれを否定する。実録漫画である鉄子のアニメ化には、スタッフに“ウソがつけない”などといった様々な困難が待ち受けていたことを語り始める。
- プラス第5旅 - 銚子電鉄応援企画ここではやっぱり全駅乗下車
銚子電鉄応援BOXの発売に合わせて、第8旅と同じルートで銚子電鉄の旅をすることになった。ゲストに豊岡、南田マネージャー、村井、米田マネージャーを呼び、銚子へと向かう。早速旅を始めるが、5年前の第8旅と比べ、駅の状況が大きく変わっていることに一同は驚くことになる。「プラス」には、連載終了後『IKKI』に連載された「実録鉄ヲタブランド化計画」や、後日談としてキクチの描き下ろしも掲載されている。この後日談は新・鉄子に直結する形になっており、キクチは伏線の意を込めて、プラスをもって自分の描く鉄子は完結することを宣言した。最後のページには、何らかのプロジェクトとして連載開始の予告が掲載された。

### 新鉄子

#### 新・1巻
2010年3月2日発行 ISBN 978-4-09-188508-1
- 第1旅 - 初めての「鉄子の旅」 - 久留里線
- 第2旅 - 初めての全駅下車 - 久留里線
福岡に住む学生・ほあしは『IKKI』で念願の漫画家デビューを果たす。しかし、ほあしに依頼された漫画とは、アニメ化を経て人気漫画の仲間入りを果たした鉄子の続編だった。ノリで引き受けることになったほあしだが、炎天下での駅めぐりと個性の強すぎるメンバーを前に、早速ダジダジになってしまう。
第1旅は1コマのみキクチが作画をしている。
- 第3旅 - 初めての130円大回り - 京葉線、内房線、外房線、東金線、総武本線、中央本線、横浜線、鶴見線、南武線、京浜東北線
前回の降りっぱなしの旅にうんざりしたほあしは、今回が乗りっぱなしの旅、130円大回りだということを知って安心し、張り切って取材に打ち込む。途中で絶景が続き、話も弾んだことで楽しいと上機嫌になるほあしだが、大回りの本当の恐ろしさが後半待ち受けていることをまだ知らなかった。
- 第4旅 - 初めての廃線 - 加賀一の宮駅（鶴来駅、中鶴来駅）
もうすぐ廃線となってしまう石川線の末端区間にやってきた一行。そこでほあしは、横見の鉄道に対する強い思いを知ることになる。
- 第5旅 - 初めてのデートコース - 野辺山駅、清里駅、村井駅
村井がソロ公演を終えたその翌日、横見は村井を疲れを癒すことのできる旅に案内する。徹底した気配りで、村井は横見にいつもとは違う印象を抱く。
- 第6旅 - 初めての代理案内人 - 姨捨駅、北宇智駅
- 第7旅 - 初めての1万駅下車達成 - ひこね芹川駅
横見の1万駅下車達成を見届けるため、編集長案内の下下車駅へと向かう一行。いつもの生き霊とは違いハイテンションな編集長は、通過するスイッチバックを熱く語る。だが次第にほあしたちは、この旅の行程に疑問を持ち始める。

#### 新・2巻
2010年12月30日発行
- 第8旅 - 初めての同行者 - 黒部峡谷鉄道
- 第9旅 - 初めての路面電車 - 富山ライトレール、富山地方鉄道、万葉線
イベントの出演も兼ねて富山へ向かうことになった一行。だがいきなりほあしは、切符をなくすという失敗をしてしまい、横見に怒られる。そのことで騒ぐうちに富山に着くが、横見のいつも以上に並外れた言動、行動にほあし達は混乱していく。
- 第10旅 - 初めての雪国・東北 - きらきらうえつ、リゾートみのり
これまでの連載で、反省点が多いことに気づいたほあしは、しっかりと取材に打ち込むことを決意。気合を入れて、観光列車に乗車する。
- 第11旅 - 始まりは「RAILWAYS」 - 一畑電車大社線
- 第12旅 - 初めての映画ロケ地 - 一畑電車北松江線
映画『RAILWAYS 49歳で電車の運転士になった男の物語』の応援企画として、ロケ地である一畑電車を取材することになった。岡山で合流し　目的地へと向かおうとするが、ほあしが切符で再びミスをしたのを皮切りに、次々とトラブルに見舞われることになる。前半の出雲大社近辺は旧鉄子・読み切り3旅でも出て来るが、村井と江上編集長は初同行…にもかかわらず、出雲大社と旧大社駅は改装工事中とのことでがっかりする二人であった。前半で村井が気に入ったのは出雲大社前駅だけであった（後半は電車の幼稚園を気に入っていた）。
- 第13旅 - 初めての絶叫 - 野岩鉄道、会津鉄道
- 第14旅 - 初めての大失敗 - 会津鉄道、会津浪漫花号
会津の鉄道は魅力たっぷりと、序盤からかなりのハイテンションになる横見。だがテンションが上がり過ぎたことで、周りの空気を全く読まなくなり、ほあしたちは振り回されっぱなしに。特に村井は調子が急激に狂っていく。
- オマケマンガ1 -かえる寺を訪ねての旅  - 西鉄天神大牟田線
カエル大好きなホアシは、友人のりっちゃんに誘われて西鉄本線に乗り、三沢駅近くの「如意輪寺」を訪問。ホアシとりっちゃんは、かえるのテーマパーク的なお寺で癒され、住職の息子にインタビューするが、あまりにも慢性的なかえるマニアのホアシは帰りたくないと駄々をこねて、りっちゃんにたしなめられる。
鉄分の薄い短編だが、「鉄子」シリーズでは唯一、西日本鉄道（西鉄）が登場する回であった。
- オマケマンガ2 -赤い電車とポンポコリン旅  - 京急本線
ホアシが小学館のある東京でネームを描こうとするが、時間だけが過ぎて、実家のある福岡へ帰宅する時の奮闘エピソード。

#### 新・3巻
2011年11月5日発行 ISBN 978-4-09-188558-6
- 第15旅 - 初めてのテレビ撮影 - 湯檜曽駅、樽沢トンネル、大前駅、川原湯温泉駅、土合駅
群馬県の駅めぐりをテーマに旅をするのだが、今回は「NHKワールドTV」の「imagine-nation」という、日本のマンガやアニメを紹介する番組の取材が入り、初めてのテレビ撮影に緊張するほあしだった。
- 第16旅 - 初めてのハッピーエンド!? - 井倉駅、備後落合駅、下久野駅、亀嵩駅
- 第17旅 - 初めてのWテツ - 三井野原駅、出雲坂根駅、布原駅、野馳駅
中国地方でテツの原点旅。究極の乗り鉄横見と究極のスイッチバック好き鉄の編集長に振り回されるほあし達。特に洞窟観光は長いコースを選んだために疲労困憊であった。
- 第18旅 - 〜日本名作テツ童話〜『新・鉄子の旅』とまぼろしの滑車 - 都電荒川線、東京都交通局日暮里・舎人ライナー
かつて沿線に住んでいたという村井の案内で、早稲田大学や飛鳥山公園といった沿線のスポットを旅するメンバー。しかし、横見は「ヌルすぎる」と言い出し、後半は横見の案内で日暮里・舎人ライナーへ。最終目的地・舎人公園で横見の熱意によって、そこにないものが見えてしまった。この取材日はほあしの誕生日だったため、村井、横見から誕生日プレゼントが渡されている。
- 第19旅 - 初めての北海道ー!! - ノロッコ号、北浜駅、浜小清水駅
- 第20旅 - 初めてのバクハツ - 川湯温泉駅、止別駅、藻琴駅、桂台駅
新・鉄子では初となる北海道の旅。1日目はノロッコ号をはじめ流氷見物を楽しんだ一行、2日目はグルメ旅のはずだったが、度重なるプラン変更で、ついにほあしの我慢が限界に達する。
- 第21旅 - ホアシ、3年目の春 - いすみ鉄道
東日本大震災後初の取材は、小湊鉄道を経由していすみ鉄道へ。この日から運転を始めたキハ52に乗車したのち、鳥塚社長よりいすみ鉄道再生へ向けての取り組みを聞く。そして、被災地支援へと話は続いていく。
- オマケマンガ - ホアシ本格テレビデビュー - 三角線、長崎電気軌道、久大本線
内向的なホアシは、テレビでの鉄道取材が持ち込まれて困惑するが、下心と実家のある福岡の地元テレビでは放送されないため、了承する。「新・鉄子」ほどハードではなかったため、それなりに楽しめたが、レポートトークの苦手さがテレビで露呈された。

#### 新・4巻　東日本大震災の年の出来事
2012年7月4日発行 ISBN 978-4-09-188588-3
- 第22旅 - 被災地へ（前編） - 三陸鉄道
- 第23旅 - 被災地へ（後編） - 石巻市
震災から4ヵ月半。ほあし、カミムラ、編集長の3人は復興へと歩む三陸鉄道を訪れた後、石巻のとある家族の元を訪れる。
  - 5月上旬に横見、村井、カミムラがいすみ鉄道の鳥塚社長と共に同地を訪れており、その模様（村井のブログに書かれたものの全文）も掲載されている。
- 第24旅 - ひたちなか海浜鉄道応援ツアー - ひたちなか海浜鉄道
2011年8月、被災鉄道支援のひとつとして行われた、ひたちなか海浜鉄道応援ツアー。それから2ヵ月後、追加取材に訪れたほあしとカミムラ。ツアーの様子を振り返りながら復旧へ向けた様子を辿る。
- 第25旅 - 銚子電鉄「さよなら鉄子カラー車両」イベント - 銚子電鉄
『鉄子の旅プラス』にて菊池がデザインした銚子電鉄の鉄子カラー車両が塗り替えのため最終運行となるため、初代漫画家の菊池や初代担当のイシカワも加えた新旧鉄子レギュラー7人が集まり、記念イベントを開くことに。
- 第26旅 - 青森・長野 廃止決定路線の旅 - 十和田観光電鉄、旧南部縦貫鉄道七戸駅、七戸十和田駅、松代駅、綿内駅、東屋代駅、信濃川田駅
青森と長野の廃止が決まっている路線を巡る旅。すでに廃止された南部縦貫鉄道のレールバス愛好会の人とのふれあいやなど通じて、横見の気持ちが少しわかったというほあし。
- 第27旅 - 深夜の「日本海」大移動 - 日本海、信越本線
第26旅の青森→長野の移動の道中、廃止の決まった寝台特急日本海に乗車したメンバーたち。大雪の影響でダイヤは大きく乱れるが、ほあしは鉄道で働く人たちの存在の大切さに気づく。
- 2011年を振り返って…… 冬・ホアシから西の街より
特別編として、ほあし自身が取り組んだ被災地支援の様子を、自身の近況報告を交えて描く。
- オマケマンガ - 映画「RAILWAYS　愛を伝えられない大人たちへ」公開記念〜「新・鉄子の旅」メンバーといく富山地方鉄道ツアーイベント報告!!!
ホアシら一行は前作『RAILWAYS 49歳で電車の運転士になった男の物語』と同様、取材で映画鑑賞およびロケ地（舞台）である富山地方鉄道訪乗をしたが、長編（『IKKI』掲載分）にする予定がなく、4巻が東日本大震災関連である趣旨のため、急遽「オマケマンガ」として4巻に併載することになった。

この巻のみサブタイトルが付けられた。また、被災地取材となった第22旅〜第24旅は巻末に書かれる旅の行程が割愛されている。

#### 新・5巻
2013年4月3日発行 ISBN 978-4-09-188620-0
- 第28旅 - 留萌本線駅巡り - 留萌本線、峠下駅、明日萌駅恵比島駅、増毛駅、礼受駅、箸別駅、瀬越駅、舎熊駅
鉄子では1年半ぶりの北海道。晩春の留萌本線で、「イタキレ」「カシャ」「モクゾウ」をキーワードに横見お勧めの駅を巡る。
- 第29旅 - 横見さんと北海道 - 宗谷本線、トロッコ王国美深
北海道の旅2日目。トロッコ王国美深を訪れ、美幸線の廃線跡を利用したトロッコを満喫した鉄子一行。そんな中、ほあしは「横見さんはどんな人？」という考えの結論にたどり着く。
- 第30旅 - 水路から鉄道を見てみよう（前編） -
- 第31旅 - 水路から鉄道を見てみよう（後編） -
小学館のウエダショウコが持ち込んだ企画。今回の案内人は横見ではなく、水路の達人と呼ばれる「石坂善久」さん。水路の街である東京の川や運河から鉄道スポットを巡る。
- 第32旅 - 東京・駅前ピクニック - 青梅線、青梅駅、奥多摩駅、白丸駅、鳩ノ巣駅
「鉄道で楽しむ東京・水辺巡り」がテーマ。青梅線で駅からすぐの水辺を巡るピクニック。旅の終盤で村井をアクシデントが襲う。
- 第33旅 - 初九州・阿蘇三昧 - 豊肥本線、立野駅、赤水駅、南阿蘇鉄道、トロッコ列車「ゆうすげ号」、南阿蘇白川水源駅、高森駅、高森湧水トンネル公園
新鉄子初の九州旅。同時にこれが最後の旅となる。1日目は阿蘇山周辺を巡る。この日の天候はあいにくの雨。いつもなら横見マジックで晴れるのだが、この日はなぜかなかなか止まず、「最近水についてのオススメ旅ばかりだったから、横見さんは水の神様に好かれてしまったのでは？」と思うほあしと村井だった。
- 最終旅 - 熊本、長崎、そして終着!? - 熊本電鉄、熊本市電、島原鉄道、大三東駅
最後の旅も最終日。この日は旅名人の九州満喫きっぷを使い、熊本市周辺を巡る。午後はフェリーで長崎に渡り、島原鉄道へ。最後は横見が全駅下車で見つけたオススメの穴場駅である大三東駅へ。
- オマケマンガ1 - 最終旅、その後…
最後の旅の後博多へとやってきた一行。ほあしに最後のサプライズプレゼントが。
- オマケマンガ2 - ホアシ、初めてのひとり旅… - 香椎線西戸崎駅
最終旅から1ヵ月後、横見に勧められた香椎線に乗り、終点の西戸崎駅まで初めてのひとり旅に出る。

#### 新・（特別読切）
- 石巻・三陸鉄道、再訪の旅 - 第22・23話（第4巻）で取材した東日本大震災被災地である宮城・石巻地区と三陸鉄道沿線を応援がてら、初めて全員で訪問。これが編集長、村井が「鉄子」シリーズにレギュラーとして同行する、最後の旅となった。ほあしセレクションにも未掲載で単行本化もされていない。このルポに関連して2019年3月23日の旧山田線・宮古 - 釜石が移管されて三陸鉄道リアス線としての全線開業を記念して「みやこ夢レールフェスタ」ステージショーの一環として、開業翌日に「ダーリンハニートークショーwith『鉄子の旅』チーム」が開催され、新・鉄子メンバー（ほあし、横見、村井）が参加。その取材は「3代目・第22旅」に掲載される。

### 3代目

#### 3代目・1巻
2017年2月22日発行 ISBN 978-4-09-157476-3
- 第1旅 - 久留里線全駅乗下車 - 久留里線（乗車区間・木更津 - 上総亀山、上総清川駅、祇園駅、馬来田駅、久留里駅、平山駅）
キリオカがカミムラ、イシカワにより「鉄子の旅」シリーズの3代目作家として漫画家デビューすることになった。彼女はほあしと違い、菊池の初代「鉄子」を2人から借りて読んでおり、おおよそどんな旅になるかは少し想定できていて、最初が久留里線であることも理解していた。だが、思ったよりそれは過酷で、横見の暴走、編集部の傍観主義、私物のスマートフォン破損と連載（取材）開始当初から前途多難なキリオカであった。
- 第2旅 - 鉄道で富士山を楽しもう - 岳南電車岳南鉄道線（乗車区間・吉原 - 岳南江尾）、身延線富士 - 甲府（乗車区間・富士 - 富士宮）
イシカワの思いつきで、鉄道沿線から富士山を眺めようという取材旅をすることになった。横見は最初興味無さそうであったが、岳南線全駅下車をきっかけに乗り気になった様子。しかしキリオカ・横見・イシカワの高揚とは裏腹に富士山が見えず、尺が余っているという理由から、横見が身延線に乗ることを勧める。
- 第3旅 - 只見線で日本の冬を味わう旅 - 只見線（乗車区間・小出 - 会津若松）
「全駅乗下車とノープランは勘弁して」というキリオカに対して、カミムラは「今回は（全駅下車もしない）プランがあります」と安心させるが、横見プランの今回は彼が一押しする「冬こそ只見線」で、実は神村にとって旧鉄子3巻・20旅での鬼門ともいえる取材であったにもかかわらず、イシカワも行きたかったので実行。只見 - 会津川口は2011年7月の豪雨から寸断されたままで、代行バスで移動し、その間に運転士から貴重な話を聴くことができた。キリオカ・カミムラ両人は、最初は寒くてビビっていたが、意外と快適な旅ができた。
- 第4旅 - 北海道新幹線　開業前夜 - 江差線（現・道南いさりび鉄道いさりび線）（函館） - 五稜郭 - 木古内、北海道新幹線新函館北斗 - 新青森（乗車区間・新函館北斗 - 木古内）
キリオカにとって北海道初上陸、しかも北海道新幹線関連の取材ということで乗り気だったが、横見は「新幹線」ではなく「新幹線開業前日の江差線・函館本線廻り」と説明され、落胆。だが、「切符を失くすな!」が信条の横見自ら切符を探すのに苦心して、カミムラに珍しく叱られるがその後すぐ見つかる。イシカワに廃止される鷲ノ巣駅を訪問したいと甘えられ、結局第2旅と同じくノープランとなり、鷲ノ巣駅へ行くこととなる。この軌道修正で、安田団長や横見ファンの子供と出会えて満足する。翌日、横見と別れた3人は北海道新幹線に乗車した。
- 第5旅 - 青春18きっぷ・24時間乗り潰しの旅 - 臨時夜行快速列車ムーンライト信州（中央本線・篠ノ井線・大糸線 乗車区間・新宿 - 白馬）、大糸線（乗車区間・松本 - 白馬 - 糸魚川）、えちごトキめき鉄道（乗車区間・糸魚川 - 筒石）、篠ノ井線・中央本線（乗車区間・松本 - 新宿）
学生が夏休みの時期、春・夏・冬に使える青春18きっぷと同じ時期に運行される臨時夜行快速ムーンライト信州を使い、長野・新潟県大回りツアー（取材）をすることになったが、プランを一読したキリオカは不安が募っていた。トンネル駅筒石駅を訪れて一行はそれなりに楽しむが、食糧確保、座席レース、挙句の果てに一番この取材を楽しみにしていたイシカワが家庭の事情で離脱。不安が的中したキリオカとカミムラは横見と共に、イシカワが行きたかった平岩駅を訪問する。
- 第6旅 - 世界遺産パスで行く群馬県尽くし - 高崎線（乗車区間・深谷 - 高崎）、上信電鉄上信線（乗車区間・高崎 - 下仁田）
群馬県内のJR・民鉄1日乗り放題の「ぐんまワンデー世界遺産パス」（旧・ぐんまワンデーパス）を購入するために、深谷駅で集合したキリオカたち。だが、横見が県内で思い入れが最も強い上信電鉄乗車を提案したことから雲行きが怪しくなり、旅の主旨も変わってしまう。

#### 3代目・2巻
2018年3月24日発行 ISBN 978-4-09-157518-0
- 第7旅 - 風前の灯…夕張支線＋αを行く - 美々駅（千歳線）・石勝線#夕張支線（乗車区間・新夕張 - 夕張）・南大夕張駅（三菱石炭鉱業大夕張鉄道・廃線）
鉄子一行で再び北海道へ行くことになる。第4旅もイシカワに甘えられて廃駅を訪問するが、今回は廃線と廃駅を訪問。
前編では、廃線となってしまう石勝線の支線である夕張支線を訪問する。後編では、横見が「旧鉄子」で思い入れがあり、村井を伴って旅した美々駅が廃止になり、信号場へ降格されることになるとのことで訪問。
- 第8旅 - 大都会・札幌から行ける秘境の旅 - 札沼線（乗車区間・新十津川 - 桑園）・札幌市電（乗車区間・すすきの - すすきの）
後編でもやはり廃線候補の札沼線東線（北海道医療大学前 - 新十津川）の（横見が推薦する）景観おすすめ駅を訪問。
だが、寒いさなか横見の後押しする「極寒類似設備駅廻り」にさすがのイシカワもうんざりして、憤慨の上で横見にプラン変更を断行させる。その結果、電化区間の札沼線西線（学園都市線・桑園 - 北海道医療大学前）に乗り換えて札幌市内に入り、市電一周を乗りつぶしすることになる。
- 第9旅 - 南阿蘇鉄道の駅巡りwithほあしさん - 南阿蘇鉄道高森線（乗車区間・中松 - 高森）
小学館の『ビッグコミックスピリッツ』編集者に熊本県出身者がいて、郷里の近くを走る南阿蘇鉄道が震災にあってから1年、当人の提案で、部分復旧はしたものの応援するための「寄せ書きトレイン」企画をすることになった。同社で「鉄道ルポ漫画」といえば…とのことで、キリオカたち鉄子チームも参加することになった。九州での応援企画であるため、新鉄子（前任漫画家）のホアシも初めてゲストとして鉄子に登板することになった。
- 第10旅 - テツ感涙の「奇跡の鉄道」 - 名松線（乗車区間・松阪 - 伊勢奥津）・四日市あすなろう鉄道（乗車区間・四日市 - 内部・伊勢八王子）
災害で長らく末端区間がバス運行であった「名松線」が全線復旧した。横見は復活した「奇跡の鉄道」を取材しようと乗り気。
復活した不通区間の家城 - 伊勢奥津を含めた全区間を横見、キリオカ、神村、イシカワは旅する。
さらにキリオカたちは「四日市あすなろう鉄道・内部八王子線」にも乗車。
- 第11旅 - 1年に2日しか降りられない幻の駅 - 予讃線（乗車区間・坂出 - 津島ノ宮）
「鉄子」シリーズ通算で2度目の四国入りで、横見が選んだのは1年に2日しか降りられない臨時駅「津島ノ宮」。
訪問日は酷暑もあったが、横見の余りものバテ気味に、前回からの様相を診たキリオカは（横見の）「体力減退」を感じた（果たして、四代目まで持つか？）。
- 第12旅 - 西の横綱・秘境駅｢坪尻｣再び - 土讃線（乗車区間・多度津 - 坪尻）
第11旅に続く「三代目」初四国旅行の後編。前回の臨時駅で出会った地元の人に勧められたこともあり、横見が前シリーズやテレビ番組で一押しする秘境駅「坪尻」を訪問する。
坪尻で一人満喫する横見ではあるが、キリオカは2時間も暇を持て余すのに困り、カミムラにゲームしようと提案するがイシカワに却下され、横見のいう山の上へ行ける道を（横見以外の）3人で登ることにするが、横見だけは駅でのんびりたまにくる通過列車を眺めて過ごす。

#### 3代目・3巻
2018年12月19日発行 ISBN 978-4-09-157553-1
- 第13旅 - シリーズ通算100旅達成スペシャル!! - 信越本線（乗車区間・横川 - 高崎）
- 第14旅 - 100旅達成スペシャル!!完結編 - 碓氷峠鉄道文化むら（「シェルパくん」乗車区間・文化村 - 峠の湯）
2回に分けて、旧鉄子から数えて100回の連載を記念する企画旅。今回は、歴代メンバー全員（とイシカワの息子・ダイちゃん含める）が参加するため、イシカワと村井は新鉄子・銚子電鉄旅以来の共演となる。
テツ一行が勝手な行動をし、ほあしがまったりモード、キクチに至っては傍観者の立場で、キリオカとカミムラは困惑する。
- 第15旅 - 横見VS.ママ鉄、箱根で「テツ愛」頂上決戦!? - 小田急小田原線（乗車区間・新宿 - 小田原）・箱根登山鉄道（乗車区間・小田原 - 早雲山）
旧鉄子以来、久方の参加となったママ鉄（元鉄道アイドル）の豊岡真澄は息子連れでの登板。「小田急箱根フリーパス」を使って、箱根の鉄道旅をすることになった。途中、ロープウェイが暴風で運休になるなどのトラブルが発生するが、笠井さん親子の「秩父ツアー」のような緩い感がして、キリオカは「横見さんの鉄子と違う」と違和感を覚える。
- 第16旅 - テツのバイブル「JTB時刻表」編集部へ潜入!!
チーム鉄子が某旅行出版社の「時刻表」編集部を取材。それを基にしたその制作現場と、そこに配属された新人女子（架空人物）の創作ストーリー。「切符のいらないテツ道の旅」に次ぐ特別編。
- 第17旅 - 富山の旅途で - 乗車区間・高山本線富山 - 猪谷ほか
箱根以来、久しぶりの旅だが、キリオカの発言で「鉄子」シリーズ存亡の危機に。
横見が一押しする神岡鉄道廃線跡をガッタンゴー(軌道自転車)で巡る旅。
旅の終わりに横見の「俺の勧めるディープな鉄道旅の種が尽きようとして、プランを練るのが大変」発言に、連載危機が再燃するが、新編集長・ノリマツ（いつの間にかイシカワから交代したらしい）の一声で存続が決定する。

#### 3代目・4巻
2019年7月20日発行 ISBN 978-4-09-157570-8
- 第18旅 - 横見さんも知らない幻の鉄道!?
連載存続の起死回生を願い、かつ外部からのオファーで九州・三池炭鉱の取材をすることになった「鉄子」一行。
- 第19旅 - 幻の鉄道跡をたどって in 大牟田・荒尾
前回に引き続き、三池炭鉱を取材する一行。「鉄子」シリーズの一つの柱である、地域応援スペシャルの一つ。
村井・キクチを除く歴代メンバーが取材に同行。
- 第20旅 - SLでゆったりのんびり行こう! - 真岡鐵道（乗車区間・下館 - 茂木）
いつもの取材旅に慣れてきたレギュラー同行者だが、横見の「旅」に興味を持ったメディア関係者に取材同行を申し込まれる。
- 最終旅 - 横見浩彦が友と行きたいアノ駅 - 中山宿駅（磐越西線）、峠駅、大沢駅、板谷駅（奥羽本線）
キリオカにとっておそらく執筆者としての「鉄子」同行最後の旅。最終旅ということで、ゲストに「鉄子」でおなじみのミュージシャン・野月が登板した。
- エピローグ -  - 三陸鉄道
横見・キリオカ・ホアシ・村井らが三陸鉄道リアス線の全線開業を取材し記念イベントに参加。
単行本と同時に発売された月刊サンデーGXに特別編として掲載された。

## 本編以外の関連書籍

### スペシャルセレクト
- My First BIGにて2007年7月25日に発行、選りすぐりの旅を掲載し、矢野直美のコラムを収録。

1. 第1旅 - 久留里線全駅乗下車
2. 第2旅 - 130円・一都六県大回り
3. 第3旅 - 東京-鹿児島2泊3日鈍行の旅
4. 第4旅 - 土合・湯檜曽…鉄子流デートコース
5. 第5旅 - 大垣夜行で行く有田&紀州鉄道
6. 第6旅 - わたらせ渓谷鐵道と廃線跡歩き
7. 第7旅 - 冬こそ只見線
8. 第8旅 - 鶴見線おすすめ駅巡り
9. 第9旅 - 四国初上陸・全地域制覇

### カラー特別版
2007年12月下旬地域別編集で全5巻、本編からセレクトされた全15旅を同時発売。サイズがA4と大きくなり、オリジナルの書き下ろしなども掲載される。IKKI2007年12月号によればこの企画は編集長が提案したらしい。
内容
- 路線マップ - 地図の中でキクチ、横見、カミムラが旅をした地域の解説をしている。横見は全ての巻において廃止になったローカル線のことについてコメントしている。
- カラーマンガ
- 横見によるコメント、鉄子未公開おすすめ駅MAP
- キクチによる本編に登場した駅弁紹介
- イシカワのエンタメ鉄道 - イシカワが鉄道の登場する本や音楽などを紹介する。
- カミムラのあそこが気になっていた - カミムラが本編中で疑問を持った点を調べるコーナー。
- 本編登場のゲストによるコメント
- 編集長先生による14歳のためのスイッチバック講座 - スイッチバックを編集長があらゆる点から見ていく。
- キクチ書き下ろしマンガ - ストーリーの未公開部分が描かれている。

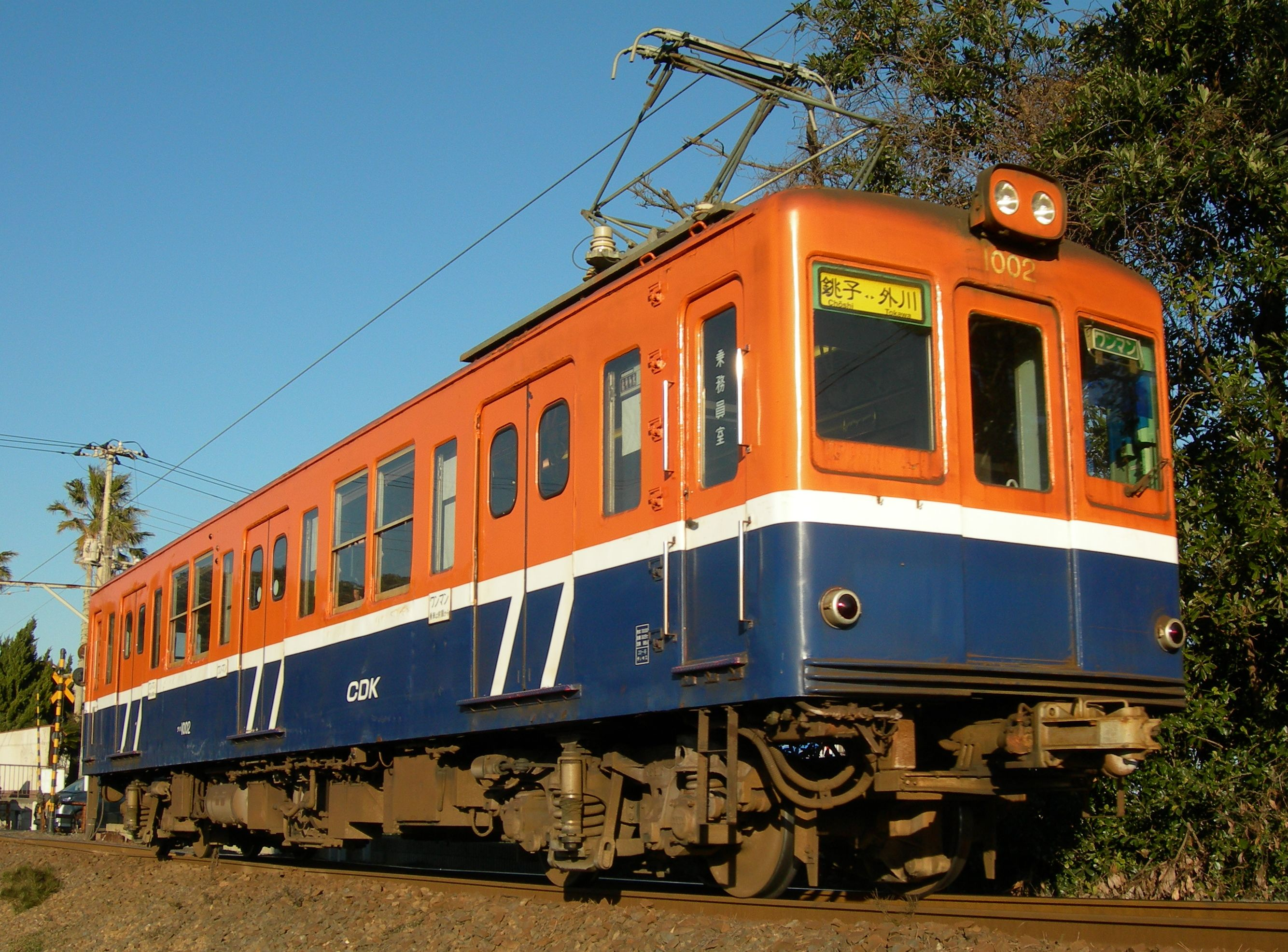
キクチ考案の塗色に変更された
銚子電鉄デハ1002
（商品付属の模型の車両とは異なるが、外箱にはこの車両のイラストが描かれている）

セレクトマンガ
- 北海道編
  1. 旅1 - 海底駅そして北海道初上陸
  2. 旅2 - これが北海道だ！後編
  3. 旅3 - 北海道秘境駅デートコース
- 東日本編
  1. 旅1 - 岩手県の自然を味わう旅
  2. 旅2 - わたらせ渓谷鐵道と廃線跡歩き
  3. 旅3 - 江ノ電おすすめデートコース

- 東海編
  1. 旅1 - 飯田線・秘境駅めぐり
  2. 旅2 - 初体験・リニアモーターカー
  3. 旅3 - 井川線・宇宙規模の旅
- 西日本編
  1. 旅1 - 大垣夜行で行く有田＆紀州鉄道
  2. 旅2 - 因美線オススメ駅巡り
  3. 旅3 - 氷見線・万葉線・富山地方鉄道
- 四国&九州編
  1. 旅1 - 四国発上陸〜坪尻駅〜
  2. 旅2 - 見どころ満載、肥薩線
  3. 旅3 - 「彗星」に乗って高千穂鉄道へ

### 銚子電鉄応援Box
カラー特別版と共に発売された。カラー特別版全冊の他、キクチ考案カラーの銚子電鉄車両模型（鉄道コレクション）、キクチ・横見・カミムラのフィギュア、新ゲストと行く銚子電鉄再訪編マンガが付録となった。売り上げの一部は実際に銚子電鉄へ寄付された。

### 菊池＆ほあしセレクション
菊池・ほあしコラボ企画のおまけ漫画を加えて旧鉄子（菊池）と新鉄子（ほあし）それぞれで刊行
- コラボ企画・ミニ鉄子の旅 - 山万ユーカリが丘線
歴代作者2人（菊池、ほあし）、横見、神村、イシカワ、ダイちゃん（イシカワの長男）が山万ユーカリが丘線を全駅下車する取材をした時のことを菊池、ほあしが各々エッセー漫画にしたもの。イシカワが編集長を務めるサンデーGXでの菊池、ほあしとの最初の「鉄子の旅」となった。
菊池が旅の経緯を描いたのに対し、ほあしはピンポイントで印象深かったものを描いている。今回も、3代目・第5旅同様、主にダイちゃんの事情からイシカワとダイちゃんは途中離脱している。
- 鉄子の旅・菊池直恵セレクション　　　　2017年2月22日発行 ISBN 4-09-157477-7
- 新鉄子の旅・ほあしかのこセレクション　2017年2月22日発行 ISBN 4-09-157478-5

### 『鉄子の旅』全エピソード取材写真集
これまでのすべての回の取材時の資料写真を収録している。
電子書籍でのみ発売。2020年7月17日発行 Jp-e 09D069400000d0000000

### 極めよ!ソフテツ道 〜素顔になれる鉄道旅〜
2012年7月27日発行　ISBN 978-4-09-359208-6
村井美樹が鉄子の旅の取材に同行した模様を中心にしたブログが書籍化されたもの。

### 番外編
小学館の月刊誌『ラピタ』2005年3月号に掲載。「旅の案内人」は矢野直美、舞台は明知鉄道。「横見が相手の時と違ってなぜこんなに楽しいのか」という描き方をされている。この作品は、矢野の『おんなひとりの鉄道旅』文庫版西日本編に収録されている。

### 鉄子の旅 幕間散歩
『鉄道ピクトリアル』2007年1月号に、「鉄子の旅 幕間散歩」と題して本作の裏話ともいうべき記事が掲載されており、対談形式で菊池、神村および江上編集長も参加している。

### 鉄子の旅プロデュース日本縦断弁当が、できるまで
日本レストランエンタプライズの駅弁に封入。北海道編、東日本編、東海編、西日本編、四国・九州編でそれぞれの内容に合わせた漫画が入っている。

### くりでんクイズラリー
くりはら田園鉄道の廃止前の2カ月間に菊池直恵プロデュースによるクイズラリーが行われ、全問正解者には鉄子メンバーが描かれたカードが贈られた。また、同じ日に廃止された鹿島鉄道でも、終点の鉾田駅に、菊池の直筆による鹿島鉄道を応援する絵が飾られていた。

## テレビアニメ
2007年6月24日から9月23日に、CSのファミリー劇場で放送、全13話。SUPER BELL"Zが主題歌、エンディング、鉄音効果を担当。
アニメ化にあたってのキャッチコピーは、第1巻の帯にも使われている「今日もいっぱい列車に乗れるぞ!!」。これは横見が道中で語った言葉で、乗り鉄系である鉄道に対する横見の気持ちを如実に表している。

### 放送時間
10月15日より、番組改編のため以下の時間に変更
- 月曜日 19時30分 - 20時00分
- 木曜日 26時30分 - 27時00分（再放送）

以下、変更前の放送時間
- 日曜日 10時00分 - 10時30分
- 月曜日 23時00分 - 23時30分（再放送）
- 木曜日 26時30分 - 27時00分（再放送）

### ナレーション
- 「鉄分サプリ」ナレーション：豊岡真澄 - 番組の最後で本編の内容を補足するコーナー、本編ではきなこも担当。
- オープニングナレーション：原田芳雄

### スタッフ
- 監督 - 永丘昭典
- シリーズ構成・脚本 - 相馬和彦
- キャラクターデザイン - 工藤裕加
- デザインワークス - 馬場芳子
- 美術監督 - 河合伸治
- 色彩設定 - 新垣純子
- 撮影監督 - 館信一郎
- 編集 - 岡祐司
- 音楽 - SUPER BELL"Z、渡部チェル
- 音響監督 - 小川信寛
- 鉄道アドバイザー - 野月貴弘
- プロデューサー - 嶋津毅彦、山根博行、山崎愛理、小原千枝、桜井宏、小川健
- アニメーションプロデューサー - 大西力
- アニメーション制作 - グループ・タック
- 制作協力 - 東映アニメーション
- 製作 - 『鉄子の旅』製作委員会（東映ビデオ、小学館、東北新社、アティック・アーケード、グループ・タック、小学館プロダクション）

### 主題歌
オープニングテーマ「なんかアリかもね」
歌 - SUPER BELL"Z / 作詞 - 野月貴弘&土屋基 / 作曲・編曲 - 野月貴弘
エンディングテーマ「大いなる旅路」
歌 - SUPER BELL"Z / 作詞 - 小椋佳 / 作曲 - 渡辺岳夫 / 編曲 - 野月貴弘&スギヤマ!

### 各話リスト
| 話数   | サブタイトル                    | 原作エピソード              | 絵コンテ       | 演出           | 作画監督                |
| ------ | ------------------------------- | --------------------------- | -------------- | -------------- | ----------------------- |
| 第1旅  | 久留里線全駅乗下車              | 第1旅（1巻）                | 永丘昭典       | はしもとなおと | 長坂寛治                |
| 第2旅  | 130円・一都六県大回り           | 第2旅（1巻）                | 永丘昭典       | 福田貴之       | 竹内昭                  |
| 第3旅  | 土合・湯檜曽…鉄子流デートコース | 第5旅（1巻）                | 平田豊         | 三家本泰美     | Jo Eun-ju Ryu Dong-gyun |
| 第4旅  | 南東北・横見スペシャル          | 第22旅（3巻）               | 鴫野彰         | 久保山英一     | Jang Haen-gen           |
| 第5旅  | 岩手県の自然を味わう旅          | 第7旅（1巻）                | 辻伸一         | はしもとなおと | 長坂寛治                |
| 第6旅  | わたらせ渓谷鐵道と廃線跡歩き    | 第13旅（2巻）               | 辻伸一         | 福田貴之       | 竹内昭                  |
| 第7旅  | 海底駅そして北海道初上陸        | 第14旅（2巻）               | 小林治         | 佐藤豊         | 吉崎誠                  |
| 第8旅  | 飯田線・秘境駅巡り              | 第15旅（2巻）               | 七条寺貴       | 奥野耕太       | 服部憲知                |
| 第9旅  | まだ間に合う! くりはら田園鉄道  | 第30旅（4巻）               | 小林治         | 成川武千嘉     | 遠藤靖裕                |
| 第10旅 | 祝・鉄子ご一行様四国初上陸      | 第16旅（2巻）               | 辻伸一         | 安藤健         | 松岡謙治                |
| 第11旅 | 長野電鉄の魅力を味わう          | 第19旅（3巻）               | 小林治         | 井上茜         | 河内日出夫              |
| 第12旅 | 見どころ満載、肥薩線            | 第27旅（4巻） 第28旅（4巻） | ヤマトナオミチ | 吉本毅         | 服部憲知                |
| 第13旅 | これが北海道だ!                 | 第23旅（3巻） 第24旅（3巻） | 永丘昭典       | 福田貴之       | 竹内昭                  |

### DVD
レンタルは2007年9月14日より、一般販売は2007年9月21日から順次開始。
鉄子の旅 Vol.1は通常版と初回限定生産版の2種類がある。初回限定生産品には鉄道コレクションの長野電鉄2000系現行塗装（鉄道コレクション5弾では旧塗装のりんご色）、鉄子の旅外伝〜アニメ製作地獄〜、鉄分サプリ増補完全版、旅の思ひでポストカードが封入。旅の思ひでポストカードのみ通常版の初回生産分にも封入。ファミリー劇場で放送されているCMのナレーターは石丸謙二郎が担当。DVDではファミリー劇場で放送したものを一部修正しているシーンが多数ある。

## 鉄子の旅プロデュース日本縦断弁当
菊池がプロデュースする鉄子オリジナルの弁当。包装は菊池の書き下ろし。菊池が弁当を企画する過程を描いた漫画が封入されている。2007年11月25日から2008年1月末まで、東京駅、上野駅、新宿駅、品川駅、大宮駅などの日本レストランエンタプライズの売店で北海道編が発売。2008年2月からは第2弾の東日本編になり、1月25日から鉄道博物館で先行販売。同年5月26日から第3弾の東海編、10月12日からは第4弾の西日本編が発売され、前日から日比谷公園での「鉄道フェスティバル」で先行販売。そして2009年1月15日に最終作となる四国・九州編が発売。
西日本編の包み紙は、最初に製作されたものに描かれている鉄道車両の色に間違いがあることをIKKI編集長が指摘し、途中から修正されたため、2種類のバージョンが存在する。